# Schradera clusiifolia
Schradera clusiifolia là một loài thực vật có hoa trong họ Thiến thảo. Loài này được (Britton & Standl.) R.O.Williams & Cheesman miêu tả khoa học đầu tiên năm 1928.